# August von Ende
Pour les articles homonymes, voir Ende (homonymie).
Le baron Karl Ludwig August von Ende (né le 18 mai 1815 à Waldau (de) et mort le 28 août 1889 à Dresde) est un fonctionnaire prussien, haut président de la province de Hesse-Nassau et un homme politique.

## Biographie

### Origine
Karl est issu de la famille noble von Ende et ses parents sont le général Johann Friedrich August von Ende (de) (1780-1834) et son épouse Antoinetta Carolina Wilhelmina Charlotta vom Hagen.

### Carrière
À partir de 1835, Ende étudie le droit à Berlin et devient membre de Berliner Burschenschaft Arminia (de). En 1840, il entre dans la fonction publique prussienne en tant que stagiaire du gouvernement. En 1844, il est assesseur du gouvernement et en 1845 à Breslau, employé de l'autorité de censure au haut présidium local. En 1847, il devient administrateur de l'arrondissement de Waldenburg et en 1853 de l'arrondissement de Breslau. À partir de 1862, il est chef de la police de Breslau. En 1870, il devient vice-président du gouvernement de Schleswig. Deux ans plus tard, il devient président du district de Düsseldorf. Entre 1876 et 1881, il est haut président de la province de Hesse-Nassau.
August von Ende est député du parlement de Francfort pour la circonscription de Waldenbourg en 1848/49. Il n'appartient pas à un groupe parlementaire. Entre 1849 et 1851, il est député de la seconde chambre du parlement de l'État prussien. Il y appartient à la faction Centrum (à ne pas confondre avec le Zentrum). De 1871 à 1872 et de 1877 à 1881, il est député du Reichstag. Il y est membre du Parti conservateur libre. Il représente d'abord de la fin de 1871 à 1872 la 9e circonscription du district de Breslau (Breslau-Campagne-Neumarkt). En janvier 1872, il doit démissionner de son siège au Reichstag en raison de sa nomination comme président du district de Düsseldorf. De 1877 à 1881, il est représente la 5e circonscription de Cassel (Marbourg - Frankenberg-Kirchhain).
Il est fait citoyen d'honneur de la ville de Breslau en 1870. August von Ende est également citoyen d'honneur de Waldenbourg.

### Famille
Fin 1848, il épouse la comtesse Eleonore von Königsdorff (de) (née le 11 février 1831 à Lohe et morte le 10 mai 1907 à Wiesbaden). Le mariage donne un total de treize enfants, dont trois sont morts prématurément. Son fils Siegfried se lance dans une carrière militaire et accède au grade de lieutenant général et commandant de la 50e division de réserve pendant la Première Guerre mondiale. Sa fille Margarethe épouse l'industriel Friedrich Alfred Krupp. Son fils Felix devient peintre de genre et de paysage.